# Саадет II Герай
Сааде́т II Гера́й (Гире́й) (крым. II Saadet Geray, ٢ سعادت كراى‎; ? — 1587) — хан Крыма в 1584 году, старший сын крымского хана Мехмеда II Герая.
Встречающиеся в литературе варианты написания имени: Саадет II Гирей, Саадет II Гирай, Саадет Гирей II, Саадат Гирей II.

## Биография
В правление отца, крымского хана Мехмед Герая (1577—1584), Саадет Герай вначале занимал должность калги, затем нурэддина (был первым нурэддином в истории ханства). Летом 1579 года царевич Саадет Герай участвовал в походе своего отца в Закавказье, где крымская орда опустошила Ширван, захватив большое количество пленников и богатые трофеи.
В том же 1579 году после смерти в иранском плену калги Адиль Герая, младшего брата Мехмед Герая, крымский хан назначил на вакантную должность калги своего старшего сына Саадет Герая. Однако на сан калги также претендовал другой ханский брат Алп Герай, которого поддерживали другие братья. Мехмед Герай решил расправиться с Алпом, отказавшимся возглавить татарский поход на персидские владения в Закавказье. Царевичи Алп и Селямет Гераи бежали из Крыма в Стамбул, но по пути были перехвачены украинскими казаками. Вместе с польским посольством царевичи прибыли в османскую столицу, где добились поддержки при султанском дворе. Мехмед Герай вынужден был примириться со своими братьями. Алп Герай вернулся в Крым и получил должность калги. Саадет Герай получил сан нурэддина, второго соправителя и наследника хана.
Весной 1584 года османский султан Мурад III отстранил крымского хана Мехмеда II от трона и назначил новым ханом его брата Исляма II Герая. 
Крымский хан Мехмед Герай собрал 40-тысячное татарское войско и осадил турецкую крепость Кефе, где находился османский военачальник Осман-паша, прибывший в Крым, чтобы свергнуть и захватить в плен мятежного хана. В мае 1584 года в Кефе приплыл новой крымский хан Ислям Герай с отрядами турецких янычар. Крымско-татарские беи со своими дружинами изменили Мехмед Гераю и перешли на сторону Ислям Герая. Свергнутый хан Семин Мехмед Герай с семьёй и небольшим количеством сторонников бежал из Крыма в Ногайскую Орду, рассчитывая там собрать новое войско для продолжения борьбы. Однако в окрестностях Перекопа Мехмед Герай был настигнут и убит по приказу калги Алп Герая.
Бывший нурэддин Саадет Герай вместе с младшими братьями Мурадом и Сафа Гераями бежал в Малую Ногайскую орду. Его поддерживали ногайские мурзы из рода Мансур (Есеней и Арсланей Дивеевы).
Саадет Герай, будучи старшим из сыновей крымского хана Мехмед Герая, вел борьбу за ханский престол со своим дядей Ислям Гераем. Летом 1584 года Саадет Герай во главе 15-тысячного ногайского войска ворвался вглубь Крымского полуострова. Вместе с ним были его младшие братья Мурад и Сафа Гераи. Кроме ногайцев, вместе с Саадет Гераем были кумыки и небольшой отряд донских казаков. Саадет Герай подступил к Бахчисараю и осадил ханскую столицу. Осада продолжалась семь дней. Крымский хан Ислям Герай ночью бежал из Бахчисарая в Балаклаву, откуда перебрался в Кефе. Ногайцы, узнав о бегстве хана, утром пытались его преследовать, но не смогли догнать. В Кефе также бежали калга Алп Герай и Селямет Герай. Саадет Герай занял Бахчисарай и захватил ханскую казну. Свергнутый хан Ислям Герай обратился к османскому султану в Стамбул за военной помощью в борьбе против племянника. Мурад III приказал кефинскому бею оказать поддержку Ислям Гераю. Из Стамбула в Кефе отплыли галеры с четырехтысячным войском янычар.
Из Бахчисарая Саадет Герай с ногайским войском выступил против дяди, чтобы окончательно его разгромить. Некоторые крымские беи стали переходить на сторону Саадета. В Эски-Кырыме (Старом Крыму) татарские и ногайские беи возвели Саадет Герая на ханский престол. Саадат Герай назначил калгой своего младшего брата Сафу Герая (ум. 1591), а нурэддином сделал другого младшего брата Мурад Герая (ум. 1591).
Саадет Герай осадил турецкую крепость Кефе, где укрывался свергнутый хан Ислям Герай с братьями. Осада длилась два с половиной месяца. Осенью 1584 года в Кефе прибыло турецкое войско. Калга Алп Герай во главе янычар выступил против своего мятежного племянника Саадет Герая, который с ногайским войском вынужден был отступить от Кефе. В ожесточенной битве в долине реки Индол Саадет Герай потерпел полное поражение. В сражении погибли многие ногайские мурзы, сторонники Саадет Герая, в том числе Есеней-бей, глава рода Мансур. Царевичи Саадет, Сафа и Мурад Гераи с небольшим количеством сторонников бежали из Крыма в ногайские кочевья.
Весной следующего 1585 года Саадет Герай предпринял второй поход на Крымское ханство. Однако на подступах к Крыму его встретило большое татарское войско под командованием калги Алп Герая. Саадет Герай вынужден был вернуться назад, а калга Алп Герай преследовал его до р. Северный Донец.
После повторной неудачи братья разделились. Саадет Герай отправился в Кумыкию, где Чопан-шамхал предоставил ему убежище в своих владениях. Сафа Герай поехал в Черкессию, а Мурад Герай прибыл в Астрахань, где поступил на службу к московскому царю Фёдору Иоанновичу. Братья Саадет и Сафа Гераи вступили в переговоры с Русским государством, а их брат Мурад Герай весной 1586 года прибыл в Москву, где был с большии почестями принят самим царем Федором Иоанновичем. В сентябре 1586 года царевич Мурад Герай, назначенный астраханским наместником, был отправлен из столицы по Волге в Астрахань. Его братья Саадет и Сафа Гераи получили разрешение кочевать с большими ногаями под Астраханью.
Осенью 1586 года Сафа Герай прибыл в Кумыкию, где присоединился к своему старшему брату Саадет Гераю. Русское правительство от имени Мурад Герая отправило гонцов к обоим царевичам, призывая их прибыть в Астрахань. Саадет Герай с семьёй прибыл в Астрахань, а его брат Сафа Герай отказался сотрудничать с русским правительством.
Осенью 1587 года Саадет Герай скоропостижно скончался а Астрахани. Полагают, что он был убит по приказанию московского правительства, которому стало известно о тайных переговорах с Константинополем о переходе Астрахани в османское подданство. Похоронен в фамильном дюрбе в Бахчисарае. Впоследствии калга Шахин Герай, младший сын Саадет Герая, прямо заявлял, что его отец был погублен русскими.